# Evaristo Martín Nieto
Evaristo Martín Nieto (Gallegos de Solmirón, Salamanca, 30 de abril de 1923-Torre del Mar, Málaga, 10 de marzo de 2014) fue un sacerdote y biblista español.
Evaristo Martín Nieto era un sacerdote obulense que curso sus estudios de humanidades y de filosofía en el Seminario Conciliar de Ávila. Los seis últimos años de su carrera eclesiástica los estudió en Roma donde hizo dos licenciaturas: en Teología por la Universidad Gregoriana y en Ciencias Bíblicas por el Pontificio Instituto Bíblico (1945-1949). Posteriormente como becario de la Casa de Santiago Española de Jerusalén (1949-1951), adquirió el título de Alumno Diplomado por «L’ Ecole Biblique» de los PP. Dominicos.
A su venida de Jerusalén se doctoró en Teología Bíblica en la Universidad Pontificia de Salamanca. Fue Vicerrector del Seminario Mayor de Ávila, Consiliario de las Juventudes Obreras Católicas, Asesor Religioso y locutor de Radio Ávila y Delegado Diocesano de Migración. Catedrático de Lenguas Bíblicas y de Exégesis Bíblica en el Seminario de Ávila y en el Hispano-Americano de la Ciudad Universitaria de Madrid. Toda su vida sacerdotal la ha dedicado fundamentalmente a sus dos grandes amores: La Biblia y la cárcel.
Desde el año 1.963 al 1.993 llevó a cabo un intenso apostolado penitenciario, que inició precisamente en tierras andaluzas, como Capellán de Prisiones; fue profesor de la Escuela de Estudios Penitenciarios de Madrid. Durante 12 años fue Delegado Nacional de Conferencia Episcopal Española para la Pastoral Penitenciaria.
A él se debe la puesta en marcha de los Congresos Nacionales de Pastoral Penitenciaria, celebrados en diversas ciudades españolas, así como la creación y el desarrollo del Voluntariado Cristiano de Prisiones, cuando en España ni se había comenzado a hablar de voluntariado social, dos realidades que tanto han contribuido a que las comunidades cristianas hayan tomado conciencia de la problemática carcelaria. Como Vicepresidente de la Comisión Internacional de Capellanes Generales de Prisiones contribuyó de manera muy eficaz a la programación, organización y realización de los Congresos Internacionales celebrados en Madrid, Viena, Roma y Ámsterdam.
El fruto de su labor penitenciaria ha quedado impreso con su firma en numerosos artículos sobre el tema publicados en la Revista de Estudios Penitenciarios del Ministerio de Justicia, en las actas de los congresos Nacionales e Internacionales y sobre todo en su libro «Pastoral Penitenciaria», editado por Ediciones Paulinas, que vino a cubrir un inmenso vacío existente en lengua española sobre este tema.
En reconocimiento a su inmensa labor en este campo le fue concedida la Medalla al Merito Social Penitenciario, que le fue impuesta por la directora general de Instituciones penitenciarias con fecha 24-9-2007 y se le puso su nombre al recién inaugurado por entonces Centro de Inserción Social de Málaga.
En la vertiente bíblica hay que destacar lo siguiente:
Fue cofundador con un grupo de amigos, todos ellos expertos en SS.EE. de la casa de la Biblia de Madrid, de la que fue director durante 20 años. Fue asimismo fundador y Director de los Cursos Bíblicos a Distancia, el Centro pionero en España de la enseñanza Universitaria a Distancia, pues se fundó un año antes que la UNED.
En cuanto a su labor literaria bíblica, aparte de sus numerosos artículos, hay que destacar lo siguiente:
Fue el director de la primera traducción al castellano de la Biblia hecha de las lenguas originales en equipo, editada por Ediciones Paulinas en el año 1.962, que tanta difusión ha tenido en España e Hispanoamérica, a él se debe la revisión literaria de dicha traducción de la «Edición totalmente renovada» publicada últimamente por Ediciones Paulinas. «La Introducción al IV evangelio y exégesis del Prólogo» editado por el Consejo Superior de Investigaciones Científicas; «Comentario al Evangelio de San Juan, en tomo III del Manual Bíblico, editado por la Casa de la Biblia. «El Clamor de los Pobres» por el Centro Bíblico Hispano-Americano. «Qué es la Biblia y cómo leerla» editado por PPC. «Diccionario de los Evangelios, editado por la BAC-Miñon. «Comentario a los libros de los Macabeos», editado por la Casa de la Biblia. «Cristo en el cuarto evangelio» editado por Ediciones Paulinas. «El Padre Nuestro, la oración de la utopía», editado por San Pablo, que ha sido traducido también al Portugués
Ha colaborado con trabajos especializados en diversos Diccionarios Bíblicos.
También hay varias separatas de publicaciones que llevan su firma:
- El dolor de los encarcelados (Separata Revista Galega de Pastoral Volumen V. nº 15. Septiembre-Diciembre 1990
- Justicia y Biblia (Palabra y Vida. Universidad Pontificia de Comillas –Madrid-)
- Justicia y jueces en la Biblia (Separata de la revista Estudios Penitenciarios nº 228-231/1980)
- Lección Penitenciaria de Don Quijote (Separata de la revista Estudios Penitenciarios nº 232-235)
- Santa Teresa de Jesús y la Biblia (Separata de Estudios Abulenses nº 12. Diciembre 1993).

Cofundador, junto a D. José Carretero Ruiz, de la Escuela Bíblica de la Axarquía, ha publicado desde esta Escuela los siguientes libros o libretos:
- Consecuencias sociales del jubileo
- Creer y amar.
- Diez normas para leer la Biblia
- Dios nuestro Padre
- El clamor de los Pobres
- El Espíritu Santo
- El hombre Bíblico
- La Santa Misa
- La Virgen María
- Las 7 palabras de Cristo en la cruz
- Lo esencial en la vida cristiana
- Los Excluidos (sin publicar)
- Nombres de Jesucristo
- Novena a la Santísima Virgen
- Palabras sobre el amor
- Qué es la Biblia y cómo leerla (corregido y ampliado a 3 tomos en el año 2006)
- Sufrir con Cristo
- Viacrucis del marginado
- Viacrucis del jubileo
- Artículos en la práctica totalidad de los 29 Boletines Bíblicos editados por la Escuela

## Estudios
Su pueblo natal estaba en la provincia de Salamanca, pero eclesiásticamente pertenecía a la diócesis de Ávila y por ello ingresó en el Seminario Conciliar de esta ciudad, donde hizo estudios de humanidades y de filosofía. Completó sus estudios eclesiásticos en Roma (donde se licenció en Teología por la Universidad Gregoriana y en Ciencias Bíblicas por el Pontificio Instituto Bíblico), Jerusalén (como becario de la Casa de Santiago) y terminó doctorándose en Teología Bíblica por la Universidad Pontificia de Salamanca.

## Biblia
Dirigió una traducción de la Biblia al español que se basó en los textos originales. Fue publicada por la editorial San Pablo en 1961.
Fue uno de los cofundadores de la Casa de la Biblia de Madrid en 1964, creada por un grupo de biblistas que, tras el Concilio Vaticano II decidieron impulsar el conocimiento de los textos bíblicos. Dirigió esta institución durante veinte años.

## Capellán de prisiones
Entre 1963 y 1993 fue capellán de prisiones, primero en Jerez de la Frontera y después en la cárcel de Carabanchel, y profesor de la Escuela de Estudios Penitenciarios de Madrid. También fue, en 1981, el primer delegado nacional de la Conferencia Episcopal Española para la Pastoral Penitenciaria.

## Homenajes
En 2007 recibió la medalla de plata al mérito social, entregada por la directora general de Instituciones Penitenciarias, Mercedes Gallizo.
En 2009 se creó un Centro de Integración Social de Málaga con su nombre.

## Obras
- La Introducción al IV evangelio y exégesis del Prólogo, CSIC.
- Comentario al Evangelio de San Juan, en Manual Bíblico, tomo III, Casa de la Biblia.
- El clamor de los pobres, Ávila, Ed. Senén Martín, 1959.
- ¿Qué es la Biblia y cómo leerla?, Madrid: PPC, 1971.
- ¿Qué es la Biblia y cómo leerla II? - Evangelios y Hechos de los Apóstoles
- ¿Qué es La Biblia y cómo leerla III? - Cartas y Apocalipsis
- Diccionario bíblico de urgencia (sobre léxico evangélico), Burgos, Monte Carmelo, 2003.
- Comentario a los libros de los Macabeos, Casa de la Biblia.
- Cristo en el cuarto evangelio, Ediciones Paulinas.
- El Padre Nuestro, la oración de la utopía, Ediciones Paulinas.
- El Viacrucis del marginado - Autopublicado
- Las 7 palabras de Cristo en la cruz - Escuela bíblica de La Axarquía
- Santa Teresa de Jesús y La Biblia
- La Santa Misa - Escuela Bíblica de La Axarquía
- El Espíritu Santo
- La Virgen María
- El dolor de los encarcelados
- La parábola de El Hijo Pródigo
- Creer y amar
- La lección de la penitencia de Don Quijote
- Dios, nuestro Padre.
- La parábola de El Buen Samaritano
- La oración y los niños
- Diez normas para leer La Biblia
- Palabras sobre El Amor
- El hombre bíblico
- Consecuencias sociales de El Jubileo
- Lo esencial en la vida cristiana
- Justicia y Jueces en La Biblia
- Sufrir con Cristo
- Nombres de Jesucristo
- Justicia y Biblia